# 丸山塚古墳 (若狭町)
丸山塚古墳（まるやまづかこふん、丸山古墳）は、福井県三方上中郡若狭町天徳寺にあった古墳。形状は円墳。上中古墳群（うち天徳寺古墳群）を構成した古墳の1つ。若狭町指定史跡に指定され（指定名称は「丸山古墳」）、出土品は福井県指定有形文化財に指定されている（指定名称は「丸山古墳出土品」）。
若狭地方では円墳としては最大規模の古墳であったが、現在では失われている。

## 概要
| 古墳群 | 古墳名       | 形状       | 墳丘長 | 築造時期 |
| ------ | ------------ | ---------- | ------ | -------- |
| 脇袋   | 上ノ塚古墳   | 前方後円墳 | 100m   | 5c初     |
|        | 城山古墳     | 前方後円墳 | 63m    | 5c中     |
| 脇袋   | 西塚古墳     | 前方後円墳 | 74m    | 5c後     |
| 脇袋   | 中塚古墳     | 前方後円墳 | 72m    | 5c末     |
| 天徳寺 | 十善の森古墳 | 前方後円墳 | 68m    | 6c初     |
| 日笠   | 上船塚古墳   | 前方後円墳 | 70m    | 6c前     |
| 日笠   | 下船塚古墳   | 前方後円墳 | 85m    | 6c中     |
| 天徳寺 | 丸山塚古墳   | 円墳       | 50m    | 6c中     |

福井県南西部、若狭地方中央部の北川左岸に築造された大型円墳である。南250メートルには十善の森古墳が所在し、天徳寺古墳群を形成した。1957年（昭和32年）に北川水害復旧工事で復旧用土として用いるため、石室内の調査後に破壊されている。
墳形は円形で、直径約50メートル・高さ約10メートルを測った。墳丘は2段築成。墳丘外表で葺石・埴輪は認められていない。墳丘周囲には幅20メートルの周濠が巡らされた。埋葬施設は片袖式の横穴式石室で、南東方向に開口した。玄室長6メートル・羨道長11メートルにおよぶ大型石室であり、石室内は盗掘に遭っていたが、調査では画文帯神獣鏡・装身具・武器・武具・馬具・須恵器など多数が検出されている。
築造時期は、古墳時代後期の6世紀中葉頃と推定される。若狭地方最後の前方後円墳である下船塚古墳に後続する時期に位置づけられ、前方後円墳から円墳へ転換後の大首長の存在を示唆する古墳になる。全国的に首長墓は前方後円墳から円墳・方墳へと転換し、巨大な石材を用いた横穴式石室が構築されるようになるが、若狭地方ではその転換が早く、ヤマト政権との密接な関係が指摘される。
古墳域は1955年（昭和30年）に旧上中町指定史跡（現在は若狭町指定史跡）に指定され、出土品は1978年（昭和53年）に福井県指定有形文化財に指定されている。

## 遺跡歴
- 1953年（昭和28年）、台風13号による大水害、北川堤防の決壊。
- 1955年（昭和30年）12月6日、旧上中町指定史跡に指定（現在は若狭町指定史跡）。
- 1957年（昭和32年）、北川水害復旧工事に伴う石室内調査。調査後に石室の爆破破壊、墳丘削平（上中町教育委員会、1970年に報告）。
- 1978年（昭和53年）7月25日、出土品が福井県指定有形文化財に指定。

## 埋葬施設
埋葬施設としては片袖式横穴式石室が構築されており、南東方向に開口した。石室の規模は次の通り。
- 玄室：長さ6メートル、幅約3メートル、高さ4.3メートル
- 羨道：長さ約11メートル、幅1.5メートル

## 出土品
石室内から出土した副葬品は次の通り。
- 銅鏡
  - 画文帯神獣鏡 1
- 装身具
  - 勾玉 1
  - 丸玉 7
  - 小玉 10
- 武器類
  - 挂甲 1
  - 刀身片 若干
  - 環頭柄頭 2
  - 刀装具残片 若干
  - 水晶三輪玉 1
  - 鉄鏃 11
- 武具
  - 衝角付冑 1
- 馬具
  - 鞍金具片 若干
  - 杏葉 9
- 須恵器片その他 若干

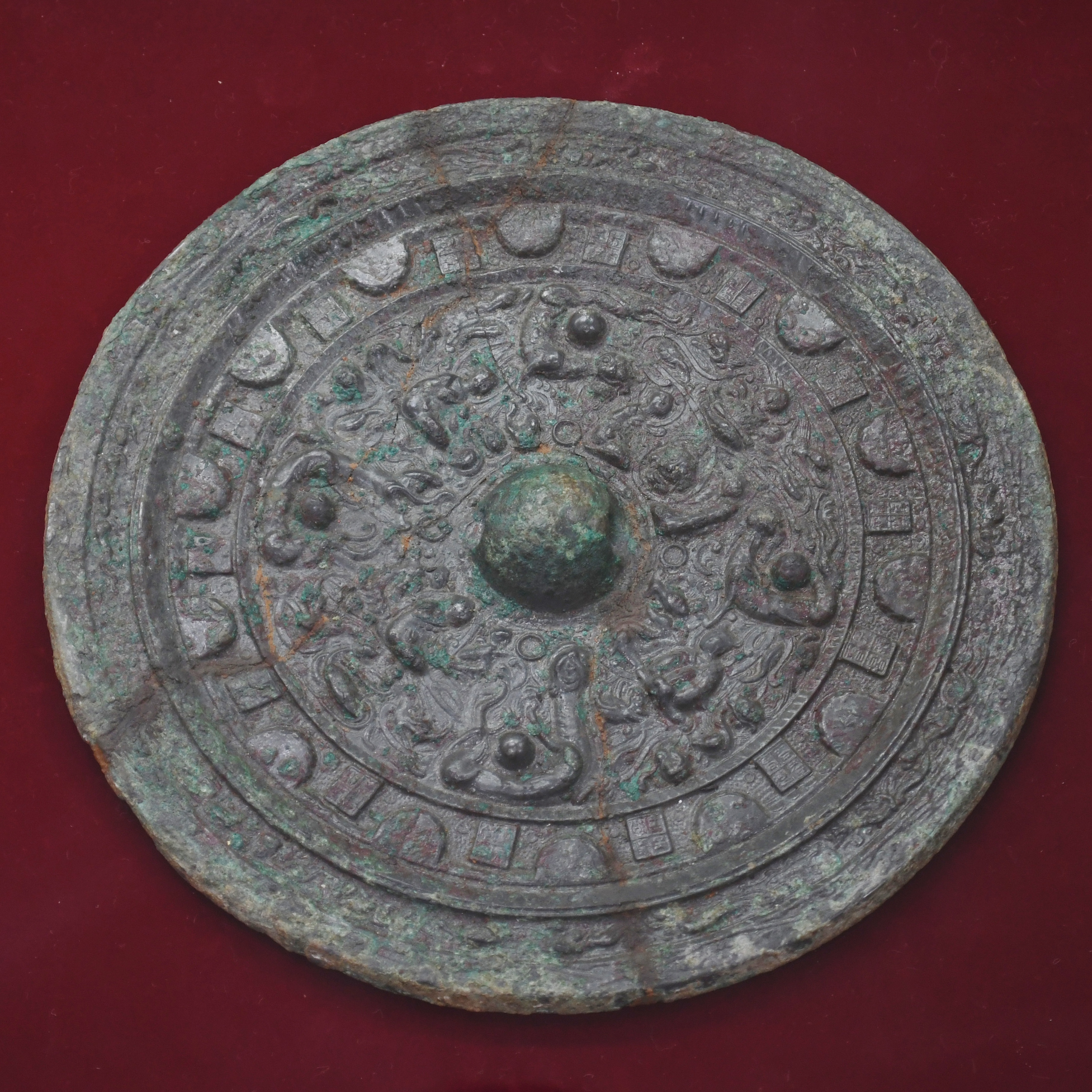
画文帯神獣鏡花園大学歴史博物館企画展示時に撮影。

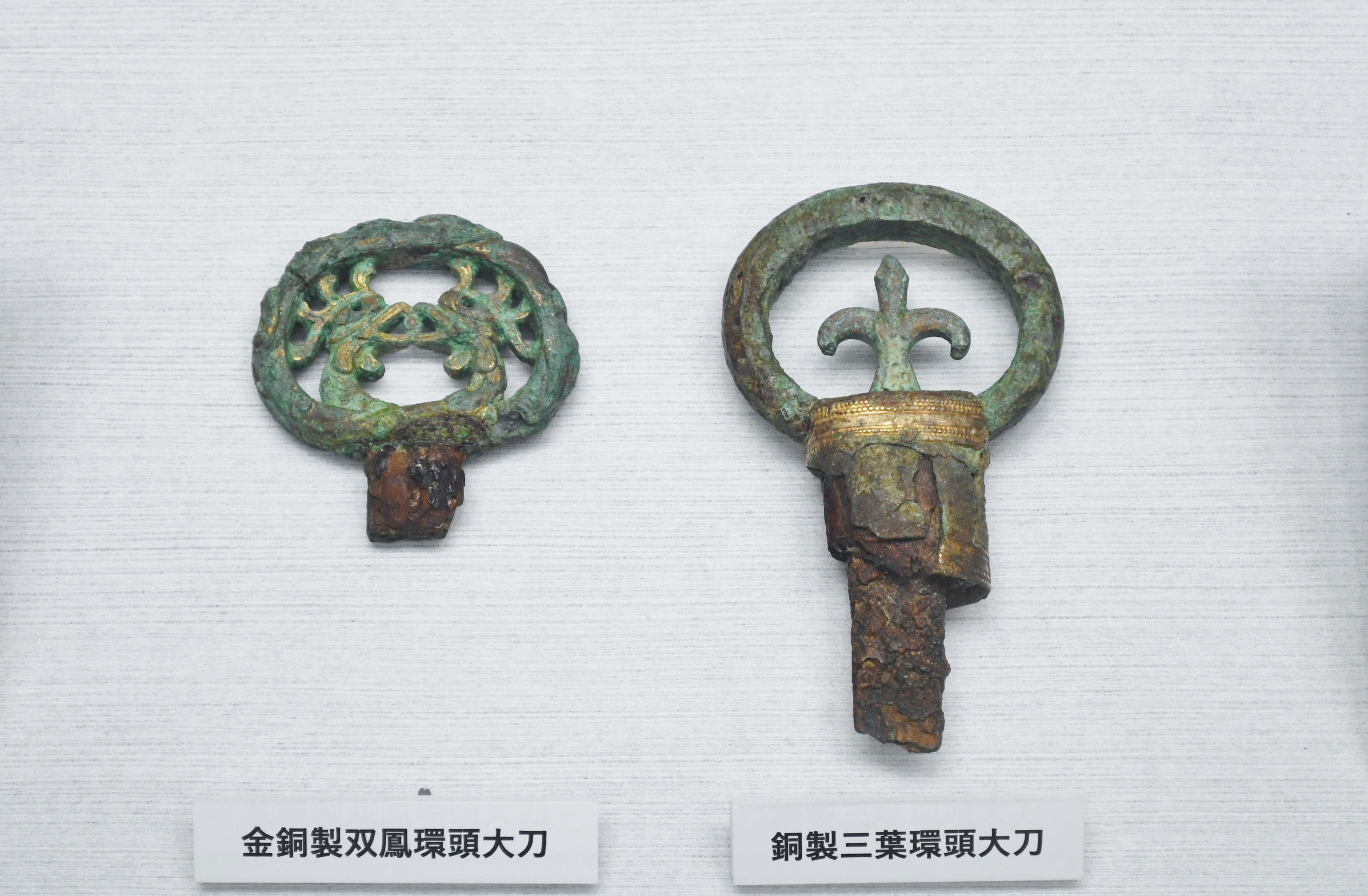
双鳳環頭・三葉環頭大阪歴史博物館企画展示時に撮影。

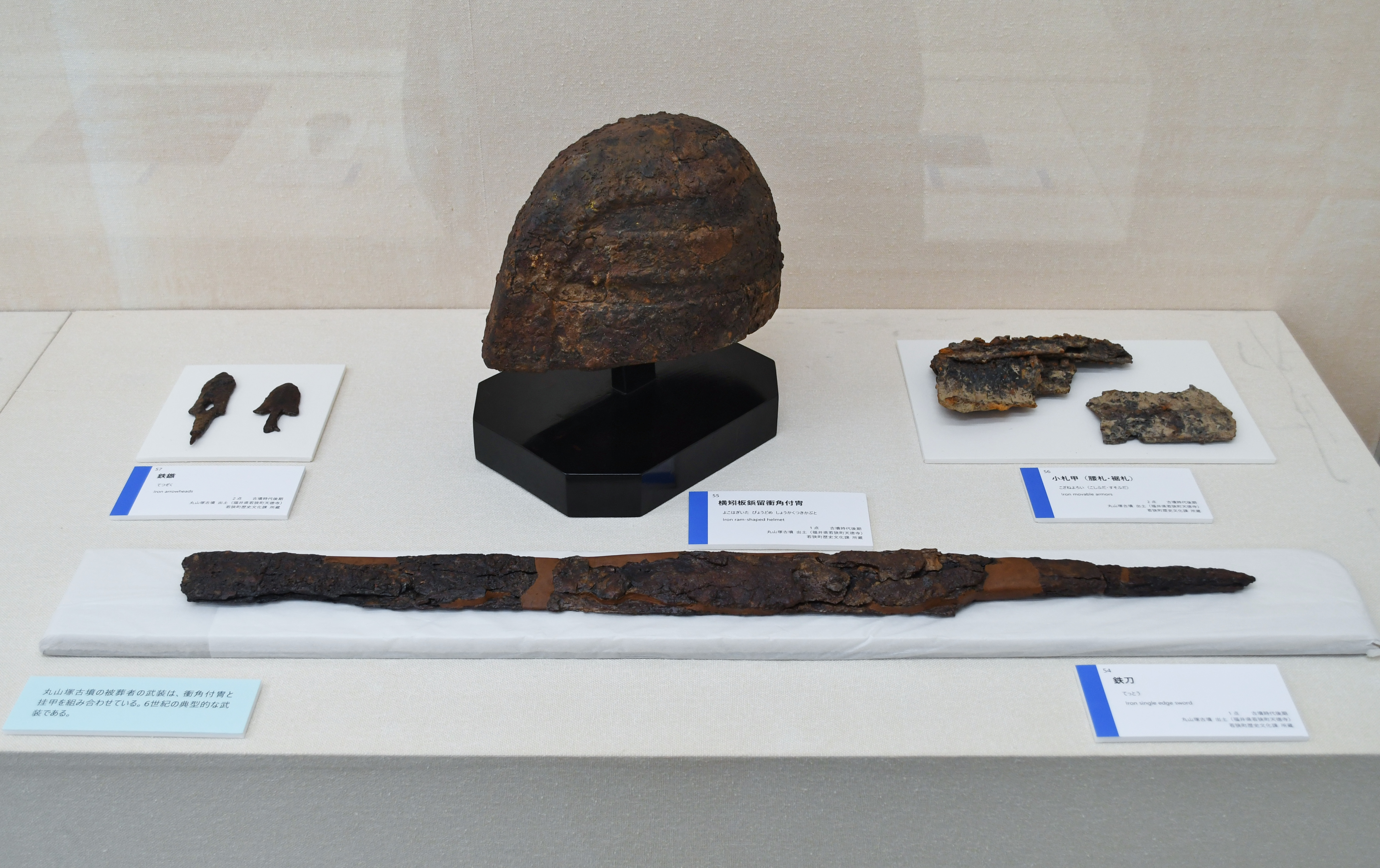
武器・武具花園大学歴史博物館企画展示時に撮影。

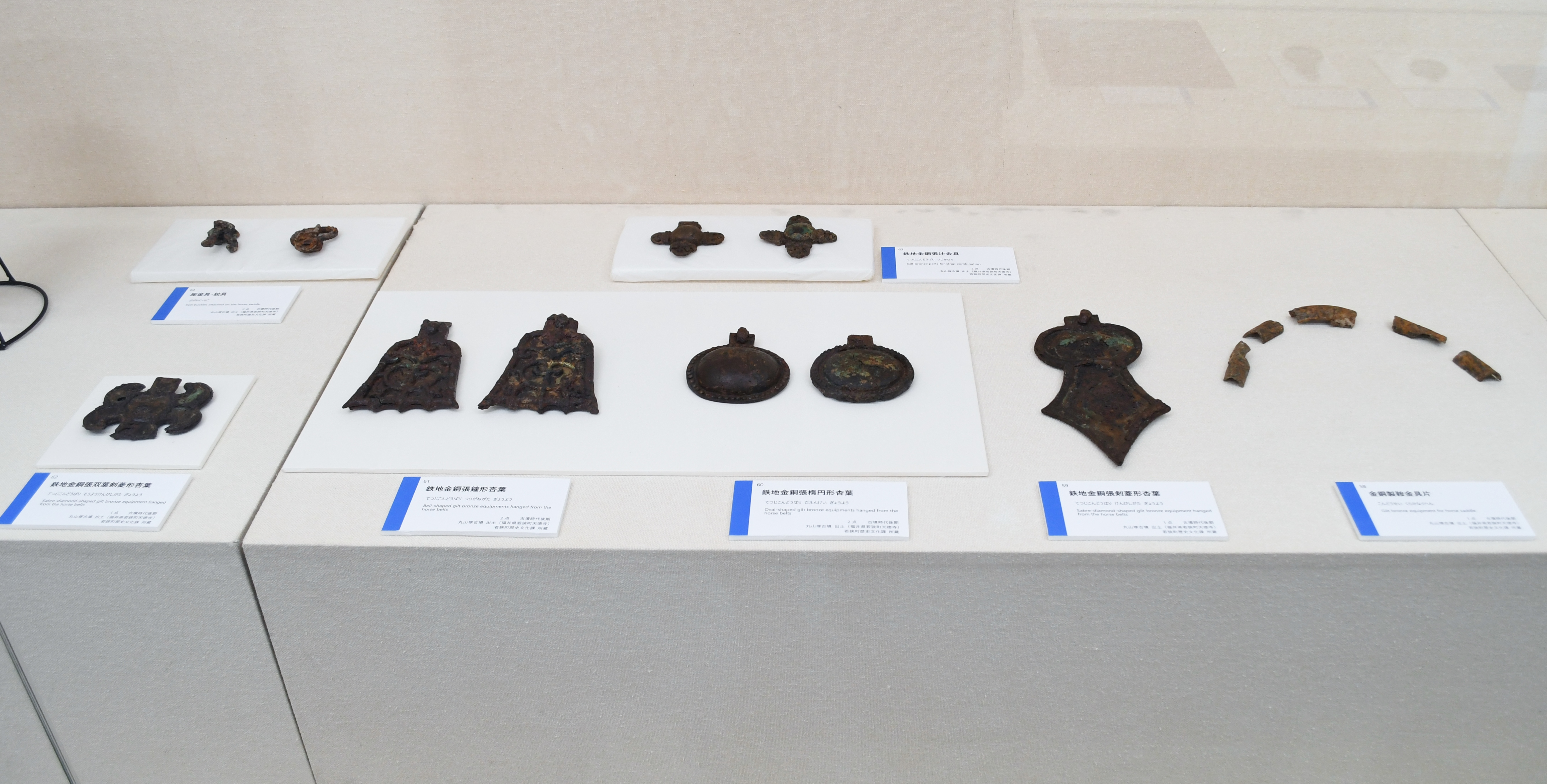
馬具花園大学歴史博物館企画展示時に撮影。

石室内は盗掘に遭っていたため、副葬品の全容は明らかでない。

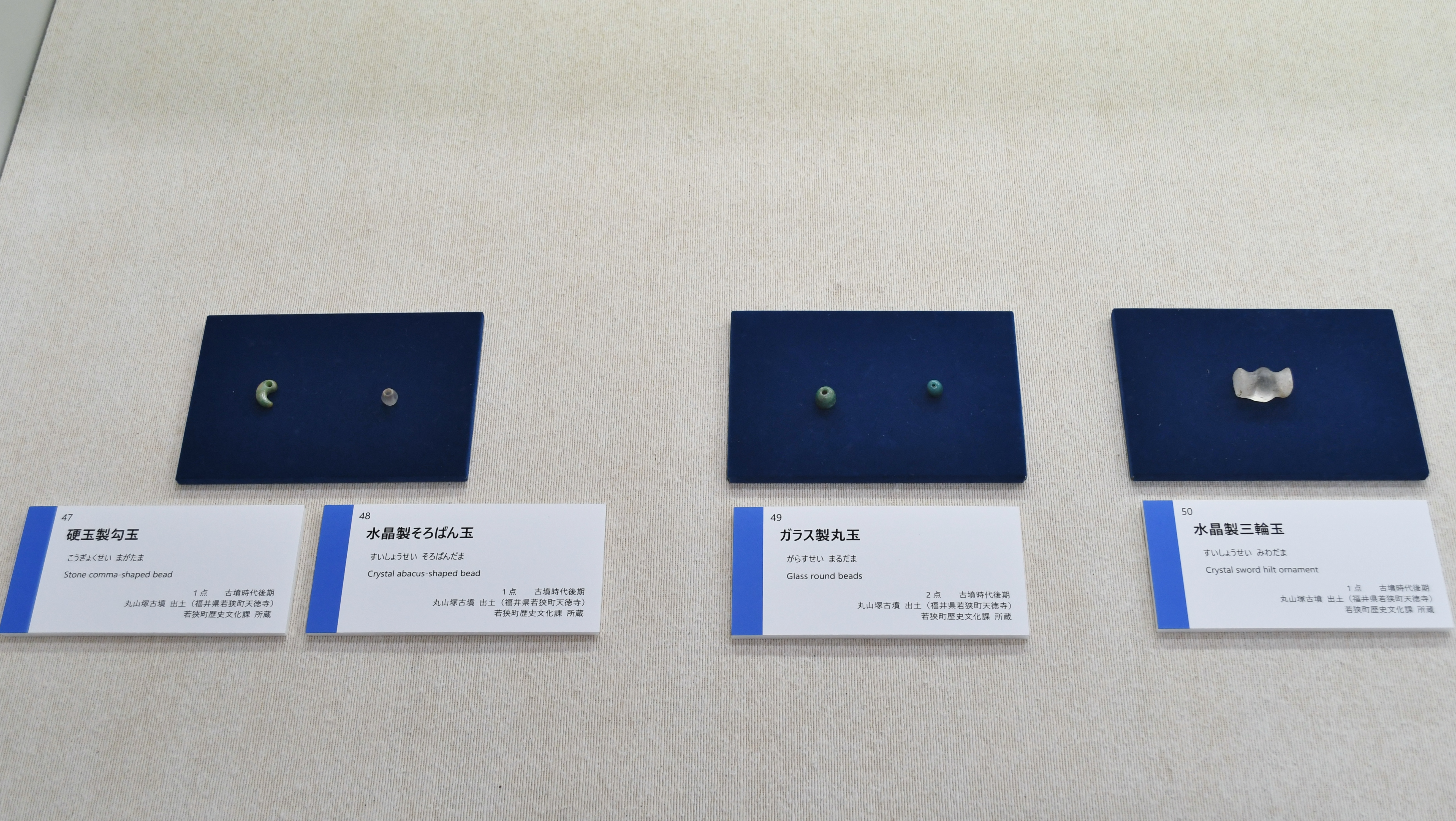
玉類
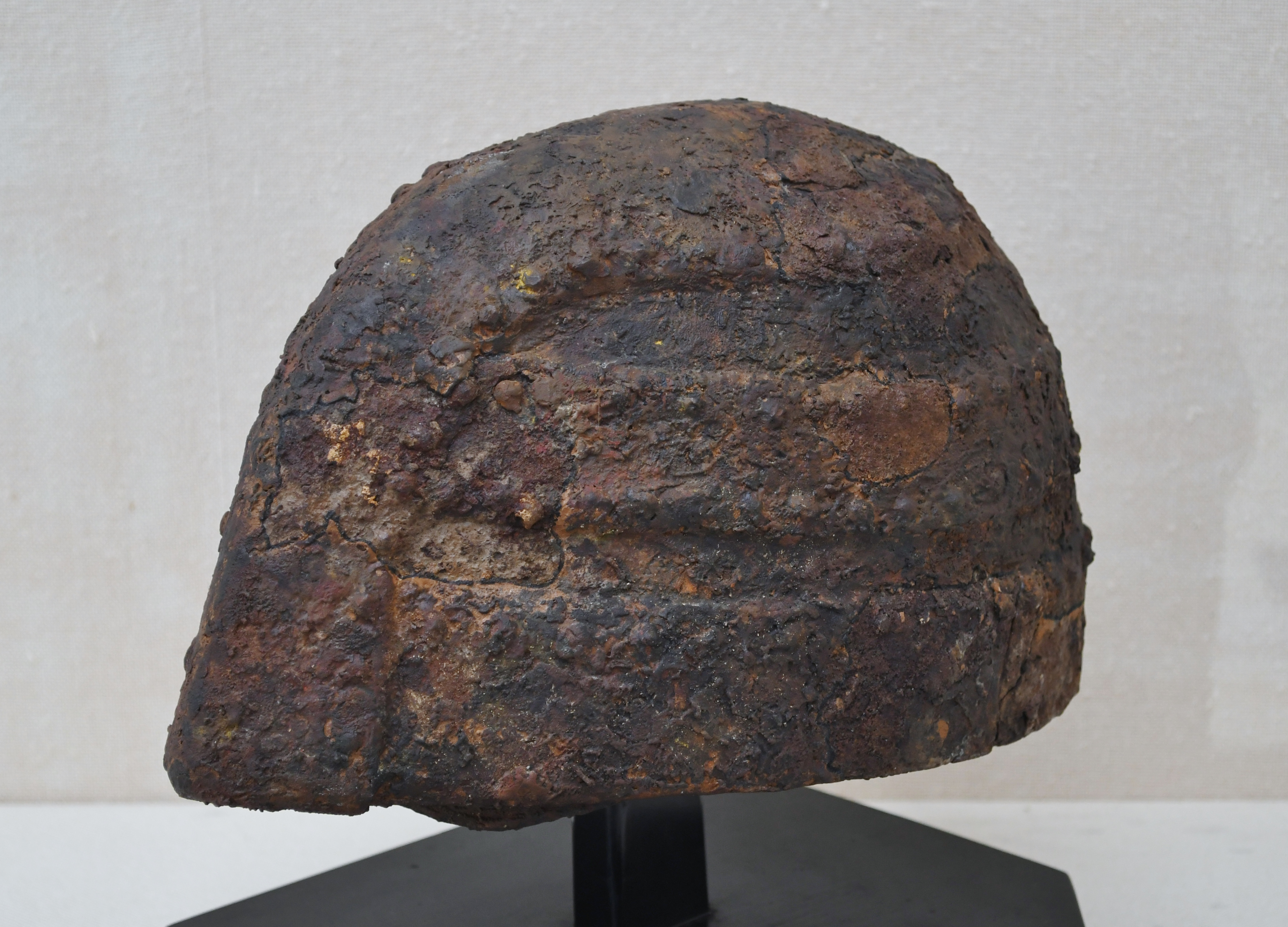
横矧板鋲留衝角付冑
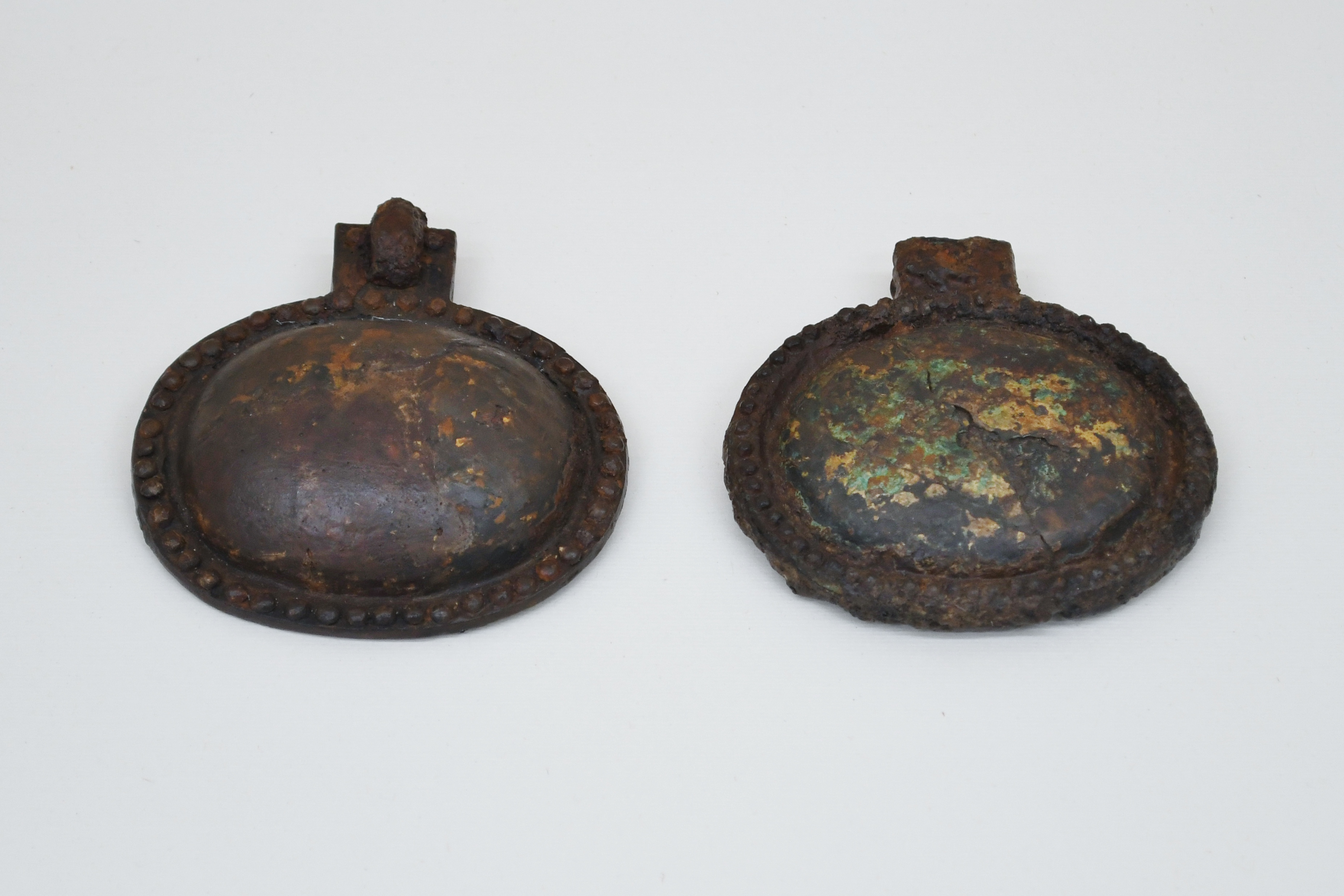
鉄地金銅張楕円形杏葉
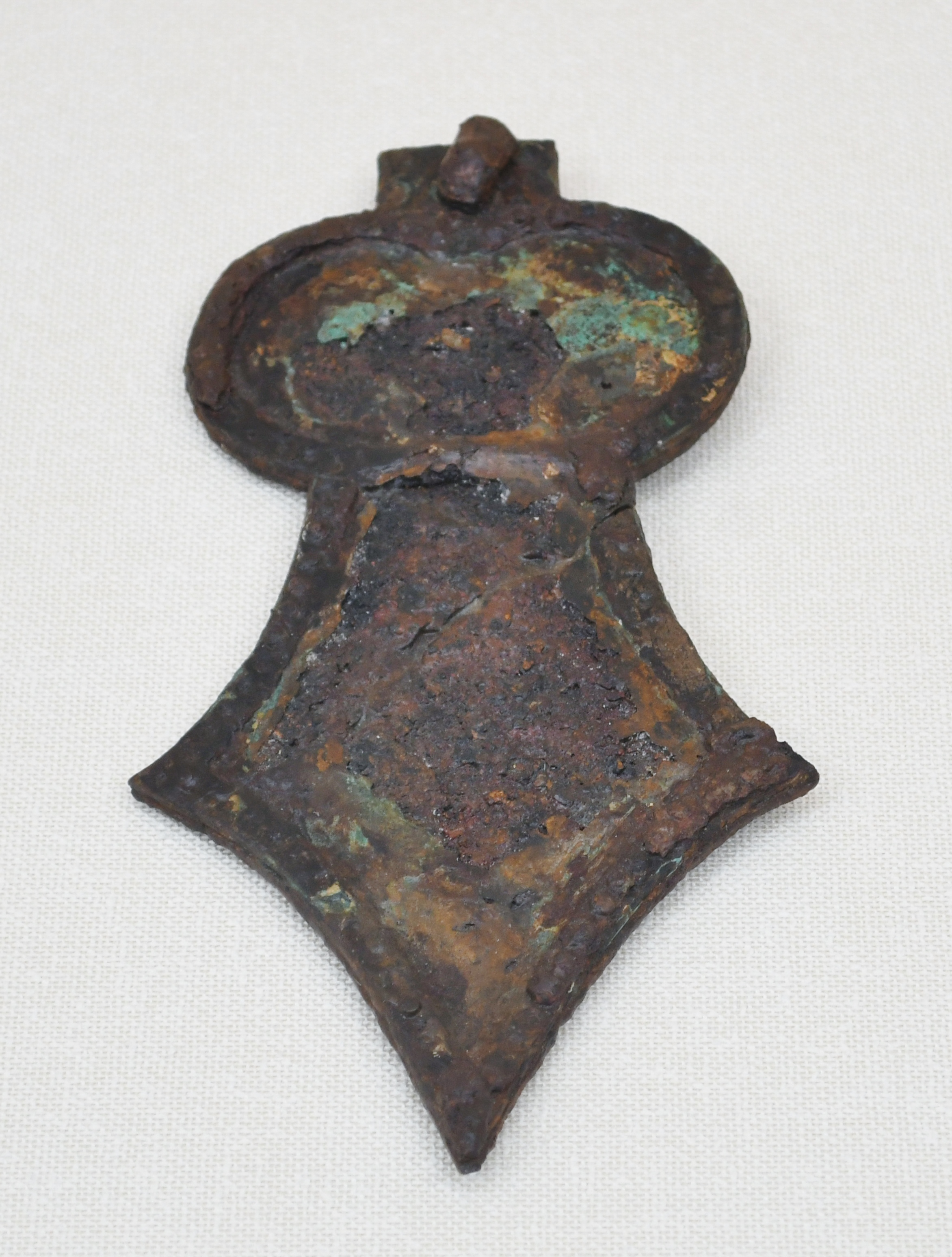
鉄地金銅張剣菱形杏葉
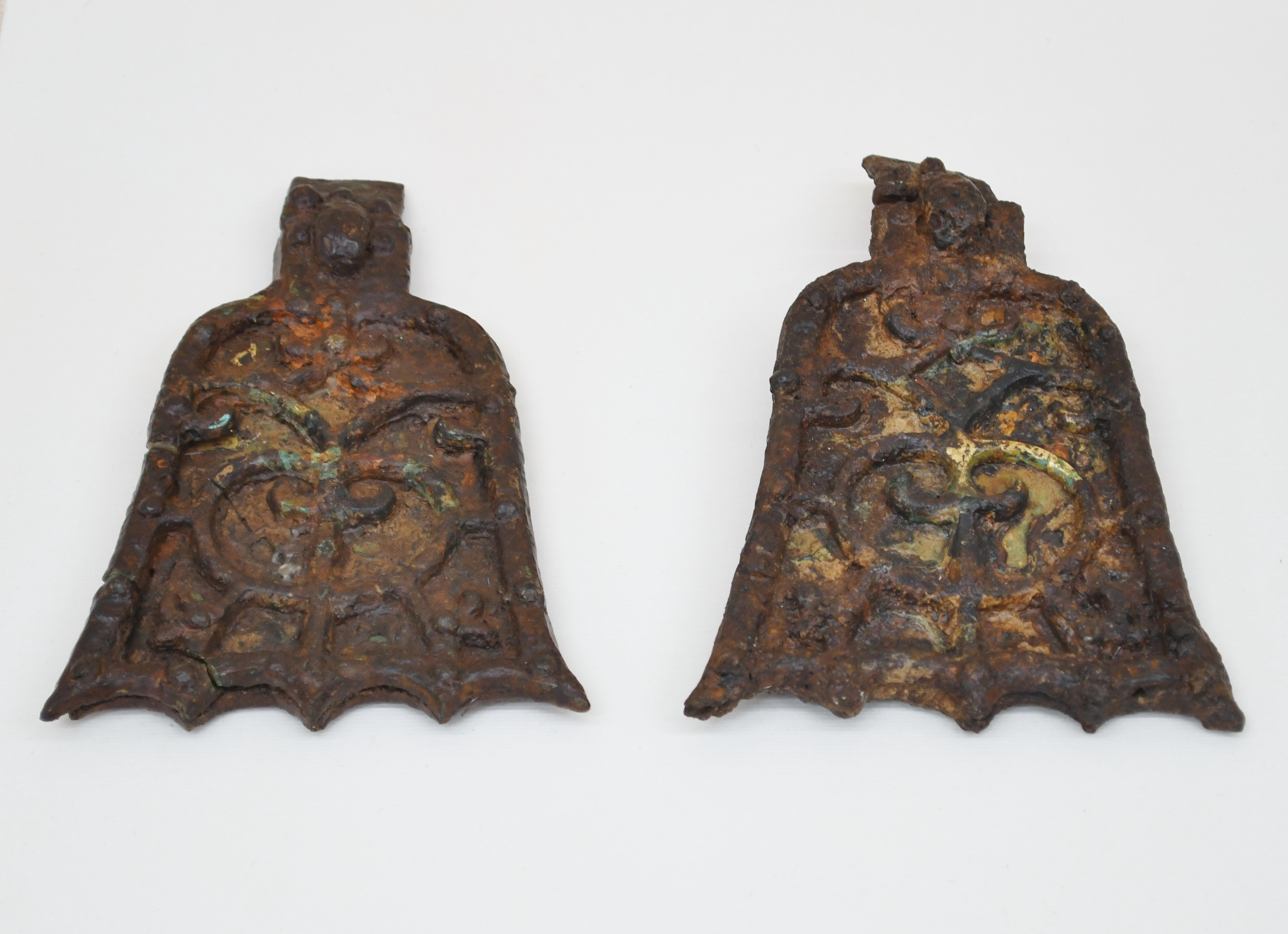
鉄地金銅張鐘形杏葉
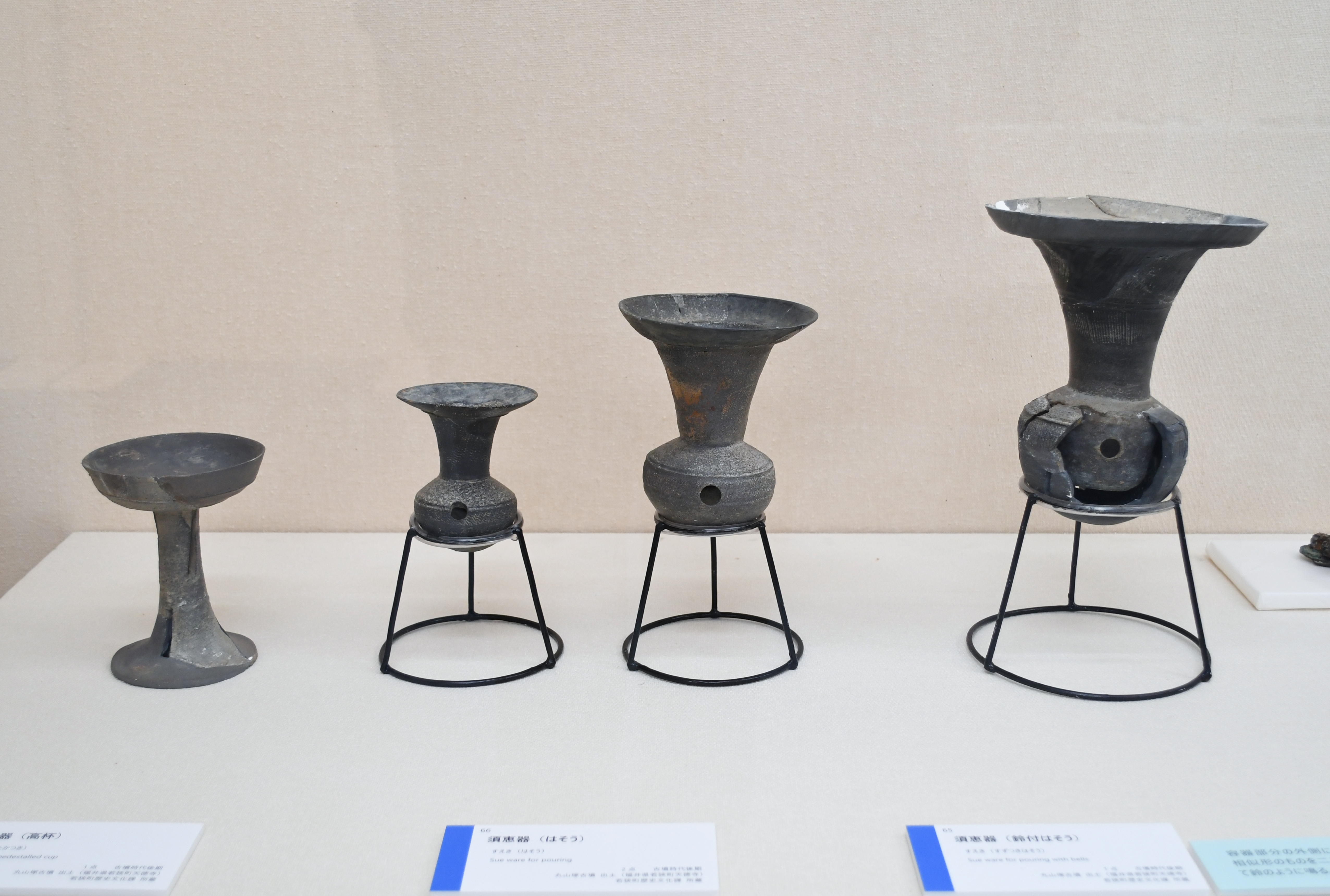
須恵器
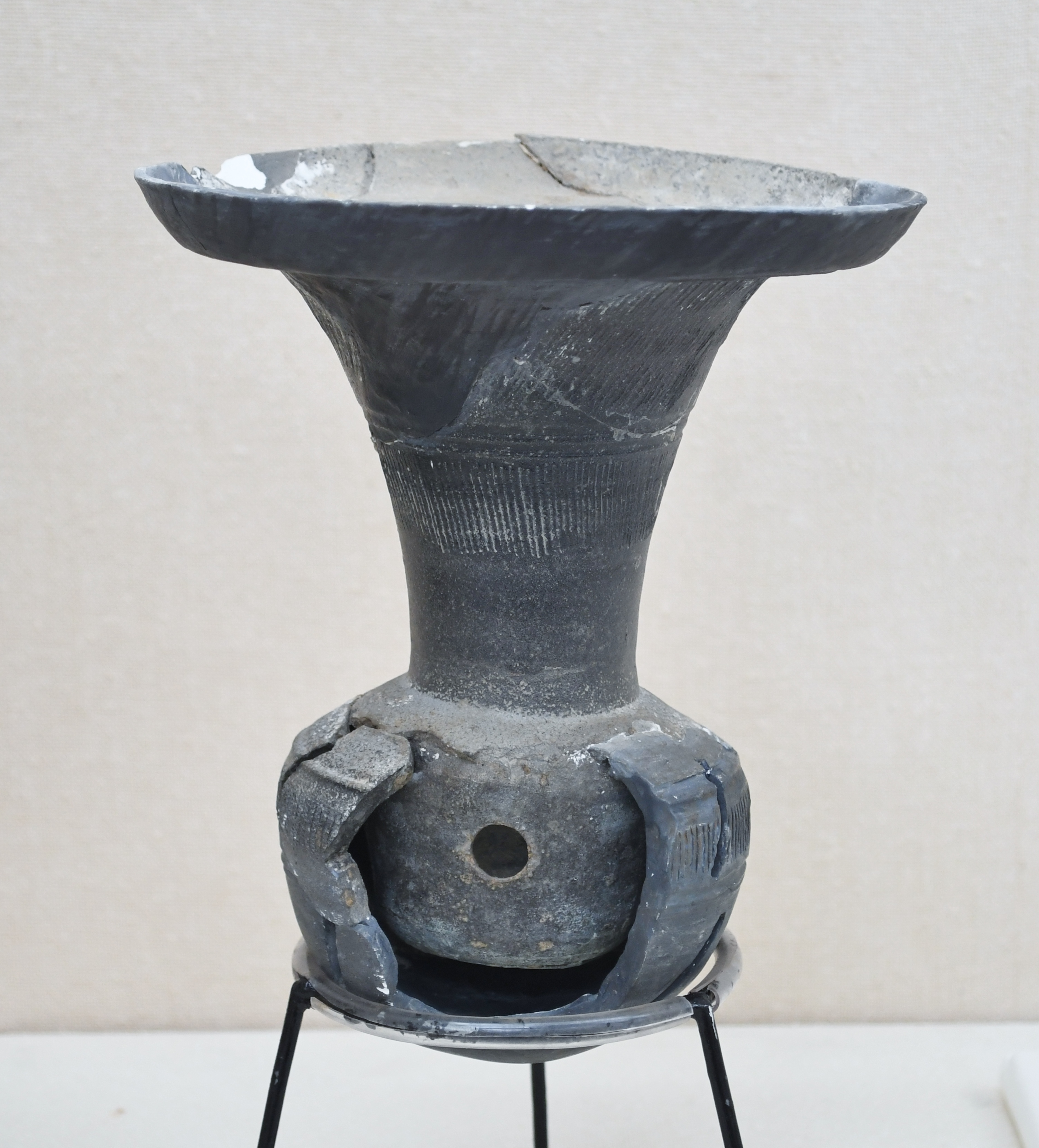
鈴付𤭯

## 文化財

### 福井県指定文化財
- 有形文化財
  - 丸山古墳出土品（考古資料） - 所有者は若狭町。1978年（昭和53年）7月25日指定。

### 若狭町指定文化財
- 史跡
  - 丸山古墳 - 1955年（昭和30年）12月6日指定。

## 関連施設
- 若狭町歴史文化館（若狭町市場）

## 関連文献
（記事執筆に使用していない関連文献）
- 「丸山塚古墳」『若狭上中町の古墳』上中町教育委員会、1970年。